# چارلی چیس
چارلی چیس (انگلیسی: Charley Chase؛ زاده ۲۰ اکتبر ۱۸۹۳ - درگذشت ۲۰ ژوئن ۱۹۴۰) کمدین، بازیگر، فیلم‌نامه‌نویس و کارگردان آمریکایی بود. وی با هال روچ و استودیوی فیلم‌سازی وی همکاری داشت و در کنار لورل و هاردی نقش‌آفرینی کرد. چارلی چیس در ۲۰ ژوئن ۱۹۴۰ در گذشت.

## گزیدۀ فیلم‌شناسی
- عشق، چپاول و تصادف
- دل‌های لرزان
- مطابق سن خود رفتار کن
- مجنون چون روباه
- ماشین قراضه پادشاه به سلامت
- ازدواج سفارشی
- به‌دنبال لیزی استری
- آتش‌نشانان
- دل در گرو
- یالله بجنب، پیشخدمت
- دوباره آمد
- عموزاده دهاتی ما
- در میان سوگواران
- دارودسته ما
- آشفتگی عشقی هوگان
- عشق بی دردسر
- سلام دردسر
- یک روز ناگوار
- آن حلقه کوچک طلا
- اول تجارت، بعد صداقت
- خوشگل‌هایِ دچارِ دردسر
- همبازی‌ها
- صبح زود
- برومو و ژولیت
- در مسیر اشتباه
- کک‌های جنجال‌آفرین
- زندگی ناگوار نیست؟
- تعمیرکار
- حالا یکی هم من بگم
- پسران صحرا
- صاف و صادق